# Scarabaeus pius

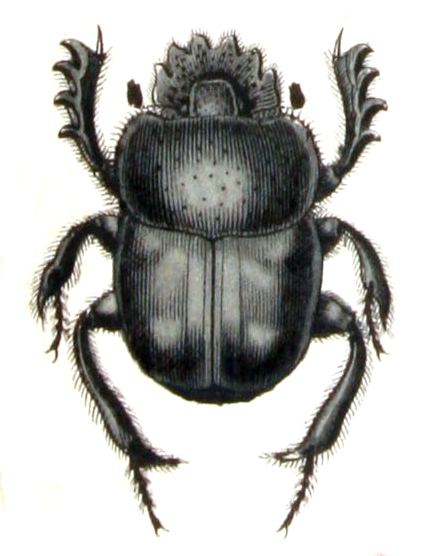
Zeichnung eines Exemplars

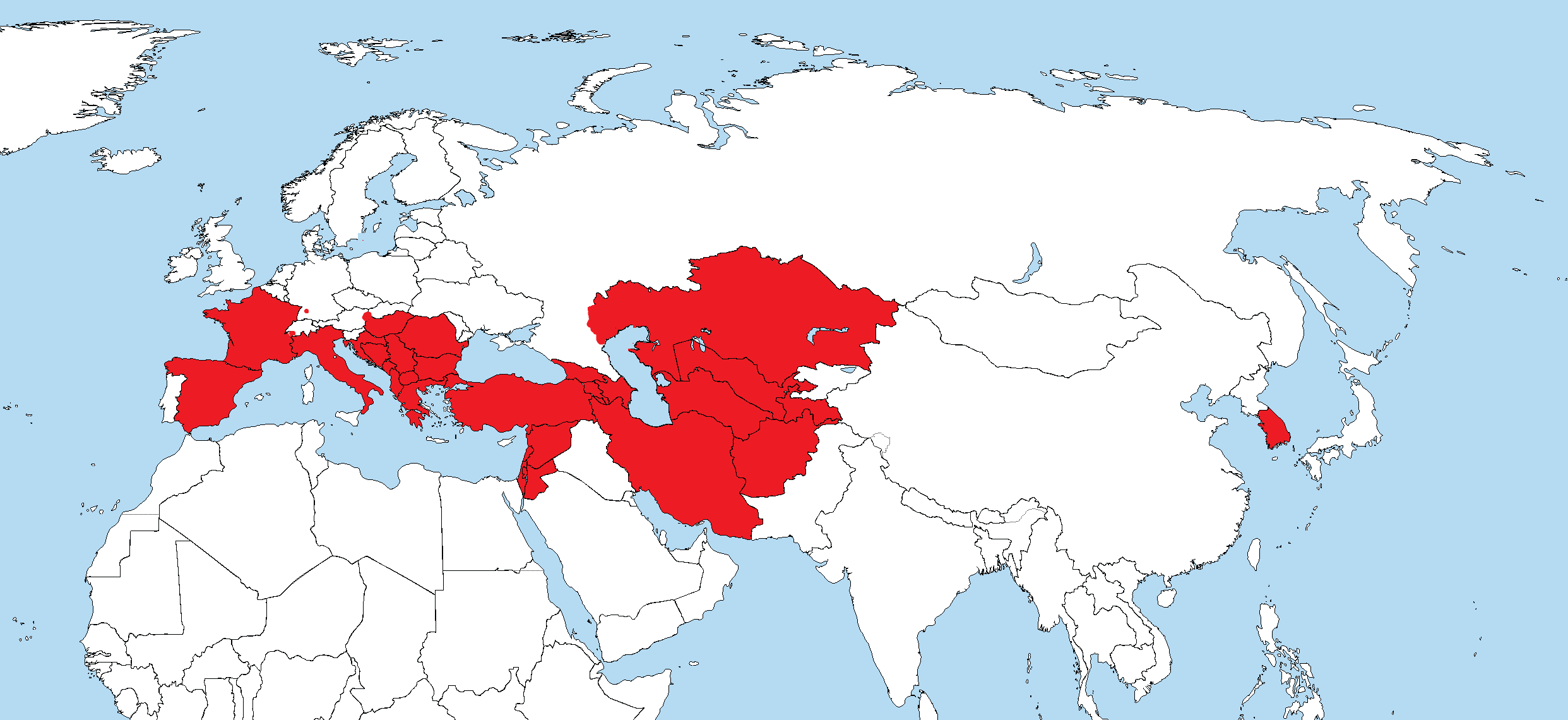
Eine Karte der Länder, in denen die Art nachgewiesen wurde

Scarabaeus pius ist eine Art der zu den Käfern gehörenden Pillendreher und in weiten Teilen der Paläarktis beheimatet. In Europa ist er aus Südeuropa und auch manchen Teilen des südlichen Mitteleuropas bekannt.

## Merkmale
Die Körperlänge beträgt 20–30 mm. Der Käfer ist tiefschwarz mit kräftigen Mundwerkzeugen, die genau wie die Vorderbeine zu Grabschaufeln umgewandelt sind.

## Ähnliche Arten
In Südeuropa gibt es eine Reihe weiterer Arten der Gattung, wie den Heiligen Pillendreher (Scarabaeus sacer), den Pockennarbigen Pillendreher (Scarabaeus variolosus), Scarabaeus semipunctatus, Scarabaeus laticollis oder Scarabaeus typhon. Genetische Studien zeigten, dass Scarabaeus pius näher mit Scarabaeus sacer als mit Scarabaeus typhon verwandt ist.

## Verbreitung und Lebensraum
Die Art ist weit verbreitet in Südeuropa. Die nördlichsten Vorkommen liegen dabei im Süden Deutschlands (Baden-Württemberg), im Osten Österreichs, im Südwesten der Schweiz und in Norditalien. Südlich davon ist die Art weit verbreitet in Spanien, Südfrankreich, auf der südlichen Balkanhalbinsel, in der Türkei und in Armenien. Es wird auch über Vorkommen in Nordafrika berichtet und davon, dass die Art in Südosteuropa seltener zu finden ist. Dem widerspricht jedoch eine Publikation, in der als Fundorte der Art Albanien, Griechenland, die nördlichen und südlichen Küstenregionen des Kaspischen Meeres sowie der Osten von Südkorea verzeichnet sind. Demnach ist die Art möglicherweise weiter in der paläarktischen Region verbreitet als zuvor angenommen, da Zídek & Pokorný (2008) die Ostgrenze des Verbreitungsgebietes mit Zentralasien angaben, ungefähr zwischen Pakistan und dem östlichen Kasachstan. Die asiatischen Exemplare zeigten in genetischen Studien jedoch Abweichungen gegenüber den europäischen Exemplaren, es kann daher von zwei verschiedenen Linien gesprochen werden. Weitere Fundorte liegen in Afghanistan oder in Ländern des Nahen Ostens, so zum Beispiel Syrien, Jordanien, Libanon und dem Iran.
Die Art bewohnt warme, trockene, spärlich bewachsene Flächen mit sandigem Untergrund und kommt in Europa dabei von Meeresspiegelhöhe bis 1000 m über NN vor. Es gibt Berichte von Vorkommen bis in 1400 m Höhe, die meisten Funde liegen jedoch zwischen 130 und 410 m über NN.

## Lebensweise
Beide Geschlechter formen kleine Kugeln aus Dung, die sie rückwärts laufend wegrollen. Während die Männchen Löcher in den sandigen Boden graben, wartet das Weibchen ab. Es steigt dann mit der Kugel ins Loch und formt sie in eine birnenartige Form um. Auf der Spitze legt sie ein Ei ab. Die daraus schlüpfende Larve lebt hier, bis die Nahrung aufgebraucht ist. Anschließend verpuppt sie sich. Adulte Käfer finden sich meist zwischen April und August, aber auch bis in den November hinein.

## Taxonomie
Die Art wurde 1803 von Johann Karl Wilhelm Illiger unter dem Namen Ateuchus pius erstbeschrieben. Weitere in der Literatur zu findende Synonyme sind Ateuchus infirmus Fischer von Waldheim 1823, Ateuchus monachus Faldermann 1835, Scarabaeus monachus Faldermann 1835, Ateuchus hypocrita Castelnau 1840, Scarabaeus punctulatus Mulsant 1842, Scarabaeus subsulcatus Mulsant 1842 und Scarabaeus digittatus Motschulsky 1849.